# Mark-Twain-Straße 4 (München)

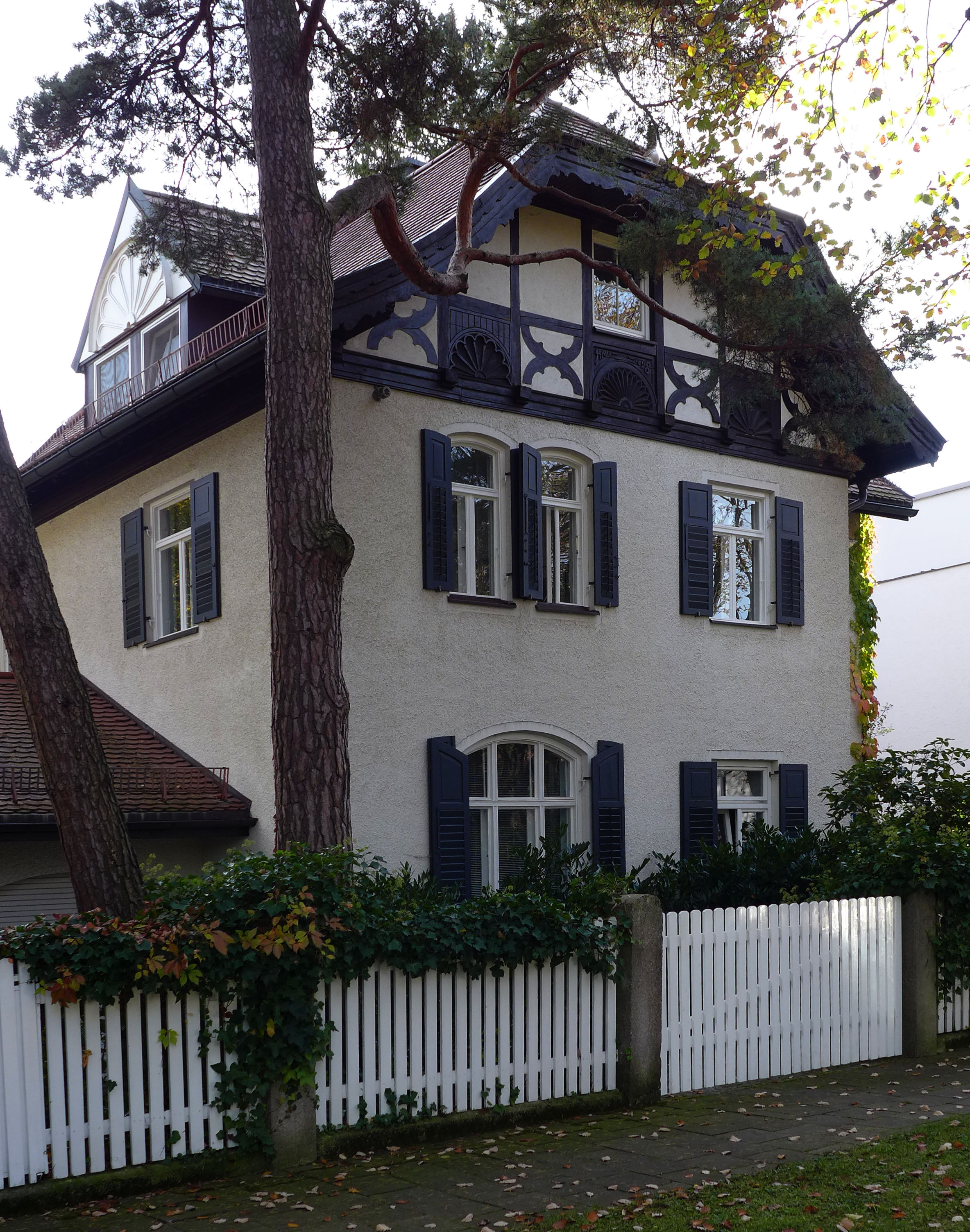
Haus Mark-Twain-Straße 4

Das Haus Mark-Twain-Straße 4 im  Stadtteil Obermenzing der bayerischen Landeshauptstadt München wurde 1898 errichtet. Die Villa in der Mark-Twain-Straße ist ein geschütztes Baudenkmal.
Die Villa mit altdeutschem Fachwerk als Dekoration wurde wohl vom Büro August Exter entworfen. Sie gehört zur Erstbebauung der Straße und entstand bereits in der Planungsphase der Mark-Twain-Straße. Der giebelseitige Halbwalmdachbau mit zweiachsiger Front und breitem Erdgeschossfenster wird dem Büro August Exter zugeschrieben, da ähnliche Häuser der Villenkolonie Pasing II aus diesem Büro stammen. 
Das Haus wurde bei der Sanierung im Jahr 1990 innen teilweise verändert.